# ルース・ネッガ
ルース・ネッガ（Ruth Negga, 1982年1月7日 - ）は、エチオピア系アイルランド人の女優。映画『Capital Letters』（2004年）、『エイリアン パンデミック』（2005年）、『プルートで朝食を』（2005年）、『ウォークラフト』（2016年）などに出演している。またBBCのミニシリーズ『Criminal Justice』、RTÉの『Love/Hate』、E4の『Misfits/ミスフィッツ-俺たちエスパー!』、ABCの『エージェント・オブ・シールド』といったテレビ作品への出演でも知られている。

## 生い立ち
エチオピアのアディスアベバでアイルランド人の母親とエチオピア人の父親のもとに生まれる。一人っ子であるが、母方の家族は大所帯である。7歳の頃に父親が自動車事故で亡くなる。彼女はアイルランドのリムリックで育ち、2006年からはロンドンに住んでいる。
ダブリン大学トリニティ・カレッジのサミュエル・ベケット・センターで学び、演劇学のBAを得て卒業した。

## キャリア
2004年にアイルランドの『Capital Letters』で初めて映画出演する。翌年には『エイリアン パンデミック』で主役のメリー役を務める。これに先立って彼女は舞台で主に活動していた。
ネッガの演技を見た後、ニール・ジョーダンは『プルートで朝食を』の脚本を変更して彼女の出演を実現させた。彼女はまた『アイ・アム・キューブリック!』（2005年）でジョン・マルコヴィッチと共演し、また短編映画『The Four Horsemen』、『3-Minute 4-Play』、『Stars』に出演した。
テレビでは『Doctors』、『Criminal Justice』、アイルランドの『Love Is the Drug』に出演した。またBBC Threeの『PAs 〜秘書たちのゴシップライフ』では主役のドリスを務め、ローラ・エイクマン、アナベル・スコーリー、メイミー・マッコイと共演した。『Love/Hate』では最初の2シーズンに出演した。2011年にはBBCの『Shirley』に出演し、アイリッシュ映画&テレビ賞の女優賞（テレビ部門）を受賞した。
舞台では『Duck』、『Titus Andronicus』、『Lay Me Down Softly』などに出演した。2007年よりアイルランドの劇団であるパン・パン・シアターでの活動を始めた。

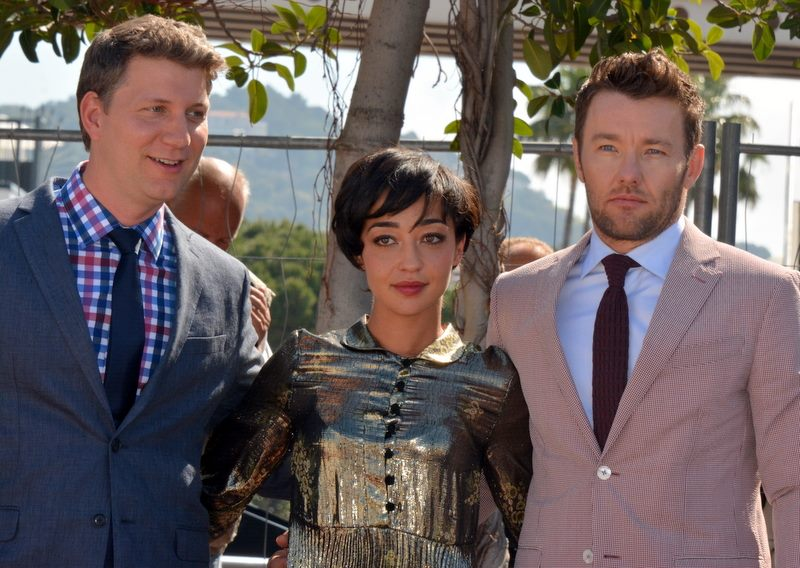
第69回カンヌ国際映画祭の『Loving』上映の際のネッガ（中央）、監督のジェフ・ニコルズ（左）、共演のジョエル・エドガートン（右）。

2013年にネッガはアメリカ合衆国のテレビドラマ『エージェント・オブ・シールド』にレイナ役で複数回出演することが発表された。彼女は同番組に2シーズンに渡って計17話出演した。2015年にはAMCの『プリーチャー』にチューリップ・オヘア役でキャスティングされ、翌年より放送が始まった。
2016年には主演した映画『ラビング 愛という名前のふたり』が第69回カンヌ国際映画祭のコンペティション部門でプレミア上映された。実話を基にしたこの映画は1950年代に異人種間結婚をしたカップルを描いており、ネッガ演技は批評家から絶賛された。この作品でアカデミー賞主演女優賞にノミネートされた。また2016年6月にはタリア役を務めたファンタジーアドベンチャー映画『ウォークラフト』が公開された。

## 私生活
2010年以降、彼女と同じくロンドンに住む俳優のドミニク・クーパーと交際していた。現在は破局している。

## 賞歴
ネッガは2003年にローレンス・オリヴィエ賞新人賞にノミネートされた。また2006年のベルリン国際映画祭ではアイルランドのシューティング・スターに選ばれた。

## 舞台出演
- フェードル Phèdre: ナショナル・シアター・ロンドン (2009)
- ハムレット Hamlet: ナショナル・シアター・ロンドン (2010/11)
- 西の国のプレイボーイ Playboy of the Western World: オールド・ヴィック・シアター・ロンドン (2011)
- ハムレット Hamlet:ゲート・シアター・ダブリン　（2018）

## フィルモグラフィ

### 映画
| 年   | 日本語題 原題                                                             | 役名                     | 備考                                                 |
| ---- | ------------------------------------------------------------------------- | ------------------------ | ---------------------------------------------------- |
| 2004 | Capital Letters                                                           | タイウォ                 |                                                      |
| 2005 | Stars                                                                     | ソフィー                 | 短編映画                                             |
| 2005 | 3-Minute 4-Play                                                           | 女性                     | 短編映画                                             |
| 2005 | プルートで朝食を Breakfast on Pluto                                       | チャーリー               |                                                      |
| 2005 | エイリアン パンデミック Isolation                                         | メリー                   |                                                      |
| 2005 | アイ・アム・キューブリック! Colour Me Kubrick                             | ロリータ                 |                                                      |
| 2006 | The Four Horsemen                                                         | 女性祭司                 | 短編映画                                             |
| 2009 | Corduroy                                                                  | テス                     | 短編映画                                             |
| 2010 | Jacob                                                                     |                          |                                                      |
| 2010 | Bleach                                                                    | アニー                   | 短編映画                                             |
| 2011 | Hello Carter                                                              | 博士                     | 短編映画                                             |
| 2011 | Shirley                                                                   | シャーリー・バッシー     | テレビ映画                                           |
| 2012 | コンフィデンスマン/ある詐欺師の男 Fury                                    | アイリス                 |                                                      |
| 2013 | ワールド・ウォーZ World War Z                                             | WHOの医師ケリー          |                                                      |
| 2013 | JIMI:栄光への軌跡 Jimi: All Is by My Side                                 | アイダ                   |                                                      |
| 2013 | Things He Never Said                                                      | レイチェル               | 短編映画                                             |
| 2014 | Noble                                                                     | ジョアン                 |                                                      |
| 2014 | Una Vida: A Fable of Music and the Mind                                   | ジェシカ                 |                                                      |
| 2016 | ラビング 愛という名前のふたり Loving                                      | ミルドレッド・ラヴィング | 日本公開は2017年3月 アカデミー賞主演女優賞ノミネート |
| 2016 | ウォークラフト Warcraft                                                   | タリア                   |                                                      |
| 2017 | アンジェラのクリスマス Angela's Christmas                                 | 母親                     | 声の出演                                             |
| 2019 | アド・アストラ Ad Astra                                                   | ヘレン・ラントス         |                                                      |
| 2020 | ほら、ここにいるよ:このちきゅうでくらすためのメモ Angela's Christmas Wish | 母親                     | 声の出演                                             |
| 2021 | PASSING -白い黒人- Passing                                                | クレア                   |                                                      |

### テレビシリーズ
| 年        | 日本語題 原題                                                | 役名                       | 備考                                  |
| --------- | ------------------------------------------------------------ | -------------------------- | ------------------------------------- |
| 2004      | Doctors                                                      | ワンダ・ハリソン           | 第6シーズン第9話「The Replacement」   |
| 2004      | Love is the Drug                                             | リサ・シーリン             | 計4話出演                             |
| 2008      | Criminal Justice                                             | メラニー・ロイド           | 計5話出演                             |
| 2009      | PAs 〜秘書たちのゴシップライフ Personal Affairs              | ドリス・“シド”・シッディキ | 計5話出演                             |
| 2010      | Five Daughters                                               | ロチェル                   | 計3話出演                             |
| 2010      | Misfits/ミスフィッツ-俺たちエスパー! Misfits                 | ニッキー                   | 計6話出演                             |
| 2010      | The Nativity                                                 | リー                       | 計4話出演                             |
| 2010-2011 | Love/Hate                                                    | ロジー                     | 計8話出演                             |
| 2012      | Secret State                                                 | アグネス・エヴァンス       | 計4話出演                             |
| 2013-2015 | エージェント・オブ・シールド Marvel's Agents of S.H.I.E.L.D. | レイナ                     | 計17話出演                            |
| 2016-2019 | プリーチャー Preacher                                        | チューリップ・オヘア       | 計43話出演 兼共同製作総指揮（計16話） |

### ゲーム
| 年   | 作品名        | 役名         |
| ---- | ------------- | ------------ |
| 2014 | DARK SOULS II | シャナロッテ |